# Салтинское сражение
Салтинское сражение — одно из самых долгих и кровопролитных событий Кавказской войны. Оно имело место около аварского села Салта в Нагорном Дагестане, осада которого длилась 54 дня, с 25 июля по 15 сентября 1847 года. Салтинское сражение известно ещё тем, что здесь русский хирург Н. И. Пирогов впервые в истории медицины начал оперировать раненых при помощи наркоза в полевых условиях. Впервые на Кавказе в боевых условиях были применены мины, и впервые, в свою очередь, горцы использовали противоминную тактику.

## Ход сражения
Потерпев неудачу под Гергебилем, 25 июля Воронцов с 10-тысячным отрядом и 15 орудиями выступил к укреплённому аулу Салта (в дальнейшем в отряд прибыли ещё 3 батальона и несколько полевых орудий). Салтинским гарнизоном командовал гергебильский наиб Идрис, отбивший в том же году царские войска от Гергебиля. Подойдя к салтинской крепости, русские войска осадили село и открыли по нему непрерывный артиллерийский огонь. Из записок русского солдата: «Превосходство нашей артиллерии, конечно, не оставляло горцам надежды на сопротивление. Они надеялись лишь на свою храбрость и неустрашимость». Разрушив крепостные сооружения, Воронцов надеялся, что аварцы в ужасе капитулируют, однако это не помешало им успешно отразить атаки царских войск. Тогда, под прикрытием артиллерийской канонады, русские войска начали занимать овраги на подступах к Салта, строить блиндажи и редуты, рыть траншеи и устраивать безопасные ходы, постепенно приближаясь к крепости. 14 сентября, разрушив все башни и защитные сооружения до основания при помощи минных устройств, под массированным пушечным огнём Воронцов бросил свои отряды на решительный штурм. Двухмесячная операция под Салтами закончилась занятием аула. 15 сентября русский главнокомандующий приказал предать село огню.

## Итоги и последствия
Длительная осада села привела к огромным людским потерям как у русских, так и среди аварцев. Потери с русской стороны исчислялись: убитыми ― 20 офицеров и 515 нижних чинов, ранеными ― 95 офицеров и 1793 нижних чинов. В эмигрантском журнале «Горцы Кавказа» за 1930 год, издававшимся в Париже так называемой «Народной партией вольных горцев Кавказа», публицист Бахауддин Хурш со ссылкой на некие «записки Идриса-Хаджи Гергебильского», в действительности погибшего во время решающего штурма аула, писал, что общие потери в «двухмесячной операции под Салтами» составляли: русские ― 11 750, горские ― до 3127 человек.
Окончательно разрушив аул Салты, русский отряд днём 24 сентября покинул Салтинскую долину.